# 琶洲互联网创新集聚区

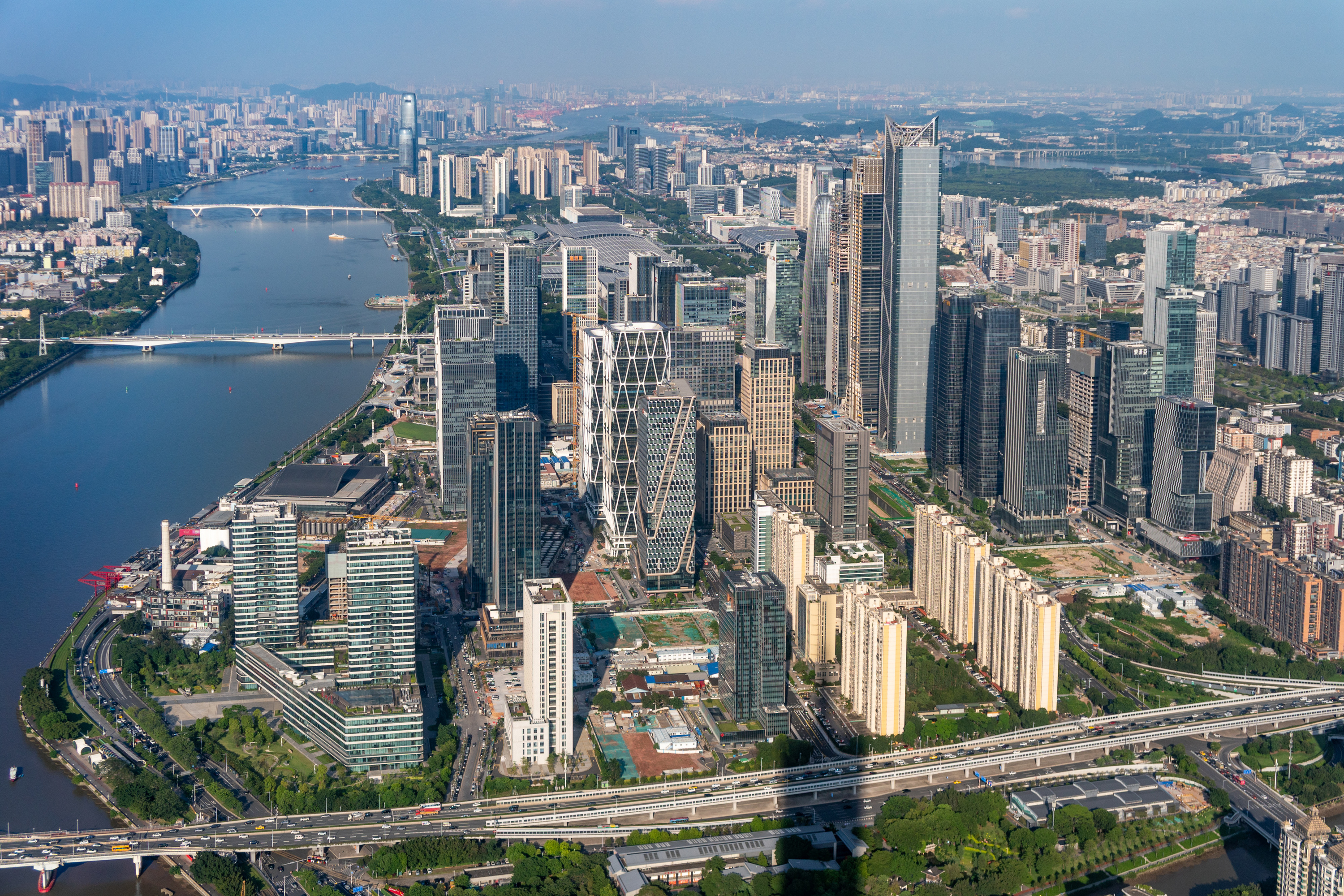
2025年的琶洲西区

琶洲互联网创新集聚区，俗称琶洲西区，位于广州市海珠区琶洲岛西端，北至珠江，南临黄埔涌，东至华南快速干线，与珠江新城、广州国际金融城隔江相望，规划用地面积约2.1平方公里，是广州市政府于2010年代规划建设的商务区，将发展成为众多互联网企业和电子商务企业的全国或地区总部所在地。

## 历史
2015年2月，在广州市十四届人大五次会议上，时任广州市常务副市长陈如桂透露，“正在引进腾讯、阿里、复星、唯品会、UC、YY等品牌企业，在琶洲打造一个以电商集群为特色的CBD”。2015年10月25日，广州市琶洲西区城市设计及控规优化通过市规委会会议审议，标志着琶洲互联网创新集聚区项目正式启动。时任广州市市长陈建华将其视为广州CBD继珠江新城、广州国际金融城后的“2.5版本”。
2016年8月，广州市政府常务会议审议并原则通过《琶洲互联网创新集聚区产业发展规划》，力争到2025年底，建设成为互联网领军企业总部云集、互联网产业服务体系完善、互联网创新创业环境优越的琶洲新型CBD核心区。
2022年10月28日，以琶洲西区为核心的广州琶洲经济开发区正式成立。

## 经济发展

### 酒店
琶洲商务区未来将配套有广州晓庐Lumio凯悦臻选酒店和广州希尔顿嘉悦里酒店。

## 建筑

### 写字楼
（仅列出已建成及在建的项目）
- 广商中心 375.5米
- 广州国际文化中心 320米
- 名创优品总部大楼 287.5米
- 星河湾中心 279米
- 邦华环球贸易中心A座 259米
- 复星南方总部 230米
- YY欢聚总部大厦 222米
- 三一重工华南总部大厦 208米
- 广铝国际中心 202米
- 华新中心 202米
- 阿里巴巴华南运营中心 207米
- 腾讯广州（微信）总部大楼 207米
- 赫基国际大厦 196米
- TCL总部A座 185米
- 树根互联大厦 181米
- 欧派总部 180米
- 索菲亚发展中心 173米
- 唯品会全球总部大厦A座 173米
- 国美鹏润云端总部 172米
- 国美信息科技中心 172米
- 粤传媒总部大厦 170米
- 小米互联网产业园 150米
- 科大讯飞人工智能大厦 100米

### 医院
- 广东省中医院琶洲医院（广州和睦家医院）

## 交通
- 广州地铁8号线、18号线：磨碟沙站
- 广州海珠有轨电车：猎德大桥南站、琶醍站、南风站